# Cesare Vivaldi
Pour les articles homonymes, voir Vivaldi (homonymie).
Cesare Vivaldi (né le 13 décembre 1925 à Imperia et mort le 13 janvier 1999  à Rome) est un écrivain, un poète, un critique d'art et un traducteur italien.

## Biographie
Né à Imperia, dans le quartier de Port-Maurice (Porto Maurizio), Cesare Vivaldi déménage avec ses parents à Rome en 1933. Il étudie la littérature italienne à l'université de Rome « La Sapienza » où il suit les cours de Giuseppe Ungaretti.
Il écrit des poèmes non seulement en italien, mais également en langue ligure. Il s'est vivement intéressé à l'art, dirigeant ou préfaçant de nombreux catalogues d'exposition et écrivant plusieurs essais critiques. Il a également traduit de la poésie depuis le latin (Martial, Juvénal, Ovide, Virgile) et depuis le français (Arthur Rimbaud).
En 1963, il fait partie du Gruppo 63, un mouvement littéraire d'avant-garde qui rassemble des poètes, des écrivains, des critiques et des intellectuels animés du désir d'expérimenter de nouvelles formes d'expression, rompant avec les schémas traditionnels, qui tente un renouvellement du panorama plutôt fermé de la littérature italienne, dans lequel on trouve notamment Nanni Balestrini, Umberto Eco, Giorgio Manganelli, Edoardo Sanguineti, Giuliano Scabia ou Luigi Malerba.

## Œuvres

### Poésie
- I porti, Modène, Guanda, 1943
- Otto poesie nel dialetto ligure di Imperia, Rome, Arte della Stampa, 1951
- Ode all'Europa ed altre poesie: 1945-1952, Rome, Edizioni della Sfera, 1952
- Il cuore d'una volta: 1951-1955, Caltanissetta, Sciascia, 1956
- Poesie liguri: 1951-1954, Milan, All'insegna del pesce d'oro, 1960
- Dialogo con l'ombra, Rome, Grafica, 1960
- Dettagli, Milan, Rizzoli, 1964
- Disegni e poesie, Rome, Edizioni Arco, 1966 (con Osvaldo Licini)
- Lo Zodiaco, Modène, La traccia, 1973
- A caldi occhi: 1964-1972, Milan, All'insegna del pesce d'oro, 1973
- Una mano di bianco, Milan, Guanda, 1978
- Poesie liguri vecchie e nuove, Milan, All'insegna del pesce d'oro, 1980
- Le parole e la forma: 12 poesie per 12 artisti, Lanciano, Botolini, 1984
- La brace delle parole: 1981-1983, Rome, Grafica dei greci, 1984
- Poesie scelte: 1952-1992, Rome, Newton Compton, 1993
- La vita sa di buono: tutte le poesie in dialetto ligure (1951-1992), Rome, Newton Compton, 1996
- Il colore della speranza: poesie 1951-1998, Rome, Piazzolla, 1999
- Poesie 1995-1998, Gênes, San Marco, 2002

### Ouvrages sous sa direction
- Manuale del teatro di massa, Rome, Edizioni di cultura sociale, 1951
- Poesia satirica nell'Italia d'oggi, Parme, Guanda, 1964
- Moncada fixes, Bruxelles, 1968
- Letture della Liguria, Padoue, RADAR, 1969
- Poesia dialettale dal Rinascimento a oggi, Milan, Garzanti, 1991 (2 voll.; con Giacinto Spagnoletti)
- Umbria negli occhi (1982-1992), Rome, Grafica dei greci, 1995
- Emilio Scanavino: ceramica e scultura, Rome, Grafica dei greci, 1995
- Carlo Caroli: Pitture, disegni e sculture, Rome, Tipografia Artistica, 1996

### Traductions
- Arthur Rimbaud, Poesie; Illuminazioni; Una stagione all'inferno, Parme, Guanda, 1961
- Martial, Épigrammes, Parme, Guanda, 1962
- Virgile, Énéide, Parme, Guanda, 1962 (poi Milano, Longanesi, 1970; Torino, Edisco, 1981; Milano, Garzanti, 1990)
- Carmi priapei, Milan, Guanda, 1976 (poi Rome, Newton, 1996)
- Arthur Rimbaud, Poemi in prosa, Milan, Guanda, 1978
- Juvénal, Contro le donne, Rome, Newton, 1993
- Ovide, L'arte di amare; Come curar l'amore; L'arte del trucco, Rome, Newton, 1996

## Récompenses et distinctions
En 1994, Cesare Vivaldi a remporté le prix littéraire Premio Feronia-Città di Fiano (it) pour la poésie pour son recueil Poesie scelte: 1952-1992, publié l'année précédente par Newton Compton.

## Source de la traduction
- (it) Cet article est partiellement ou en totalité issu de l’article de Wikipédia en italien intitulé « Cesare Vivaldi » (voir la liste des auteurs).